# Hieracium pseudocerinthe
Hieracium pseudocerinthe là một loài thực vật có hoa trong họ Cúc. Loài này được (Gaudin) W.D.J.Koch mô tả khoa học đầu tiên năm 1843.